# Kostel Nanebevzetí Panny Marie (Kladsko)
Kostel Nanebevzetí Panny Marie (polsky Kościół Wniebowzięcia Najświętszej Maryi Panny) v Kladsku (Dolnoslezské vojvodství) je římskokatolický farní kostel. Dne 15. srpna 2016 byl povýšen do hodnosti kolegiálního kostela, při kterém byla zřízena třetí kolegiátní kapitula v diecézi Švidnice. Je to po několika staletích restituce Kladské kapituly, původně založené kanovníky svatého Augustýna.

## Umístění

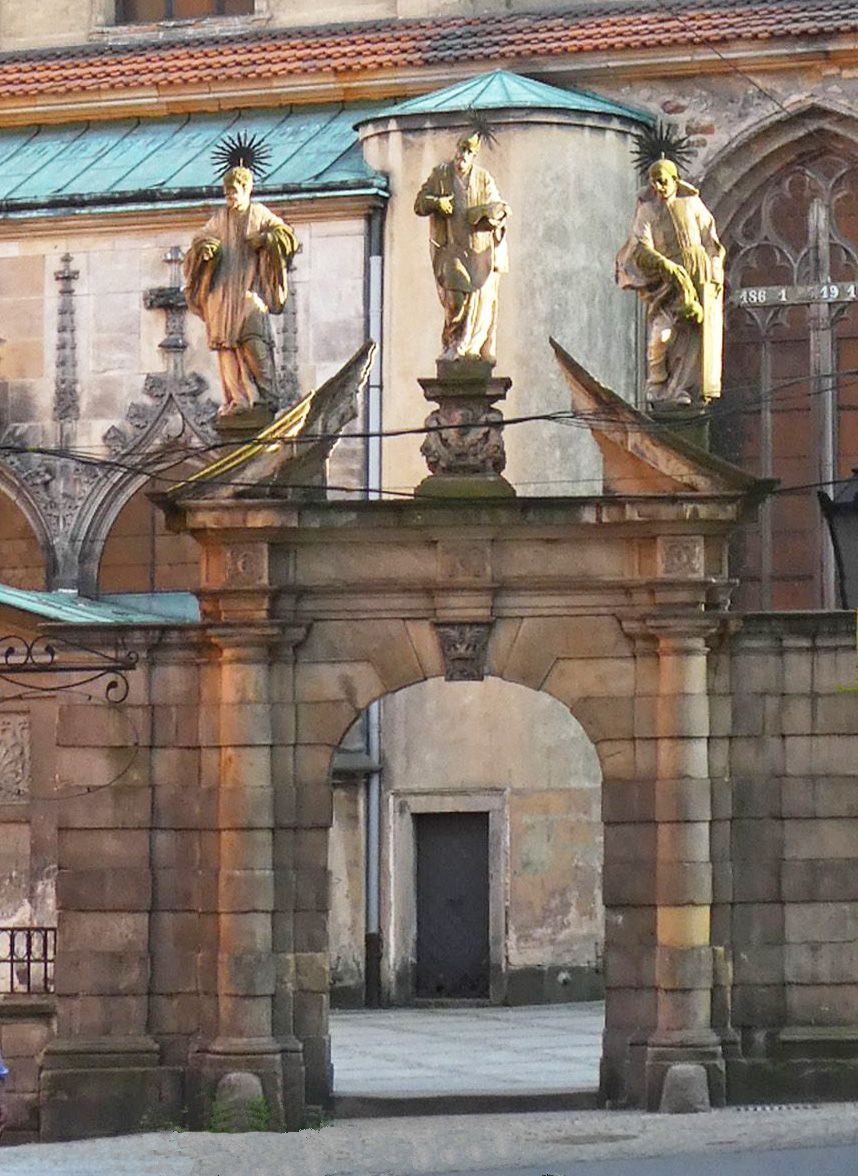
„Černá brána“

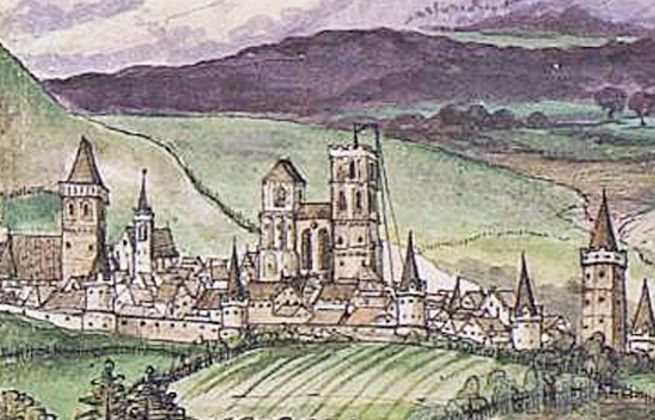
Kostel se stavebním jeřábem (1536)

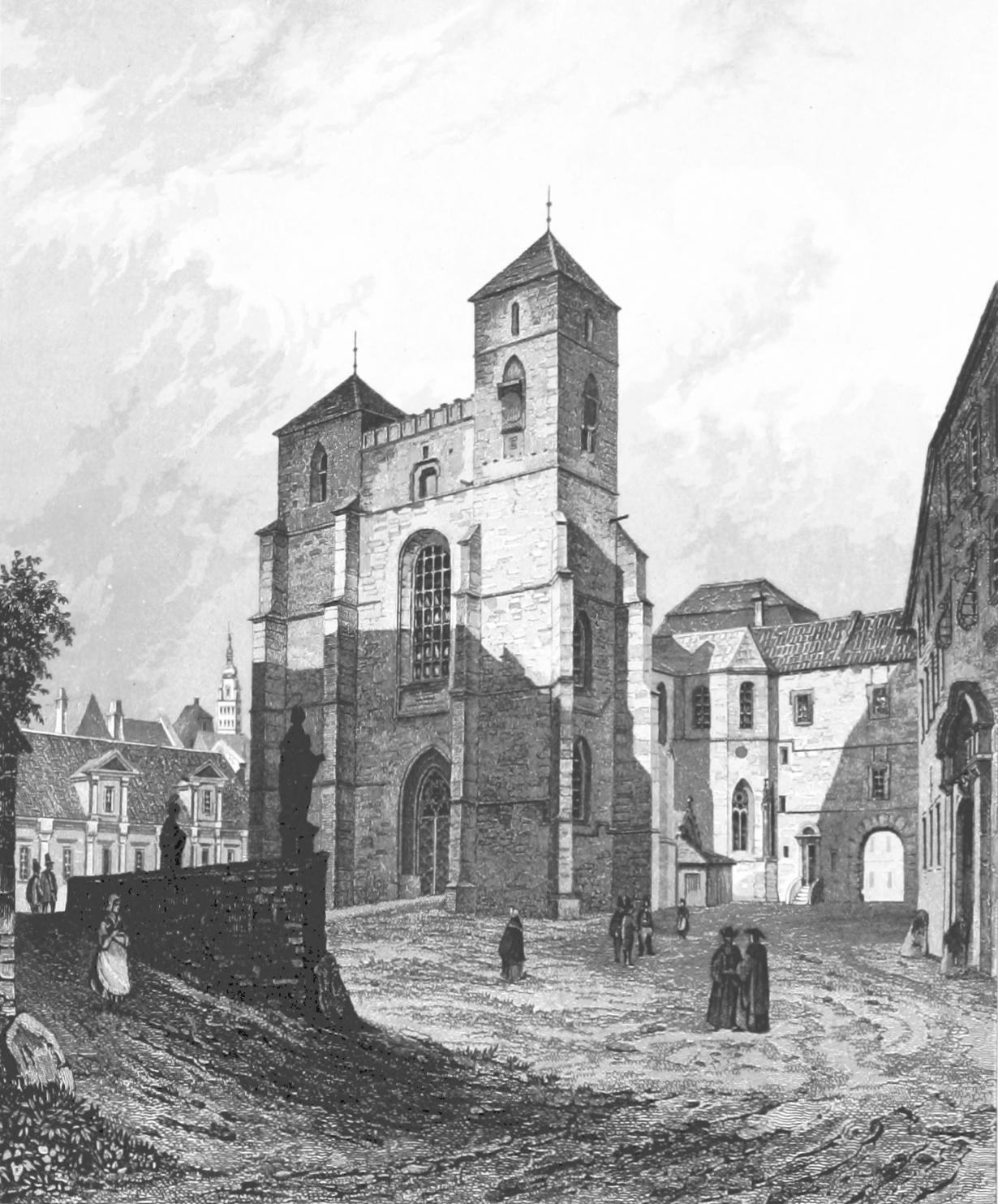
V roce 1852

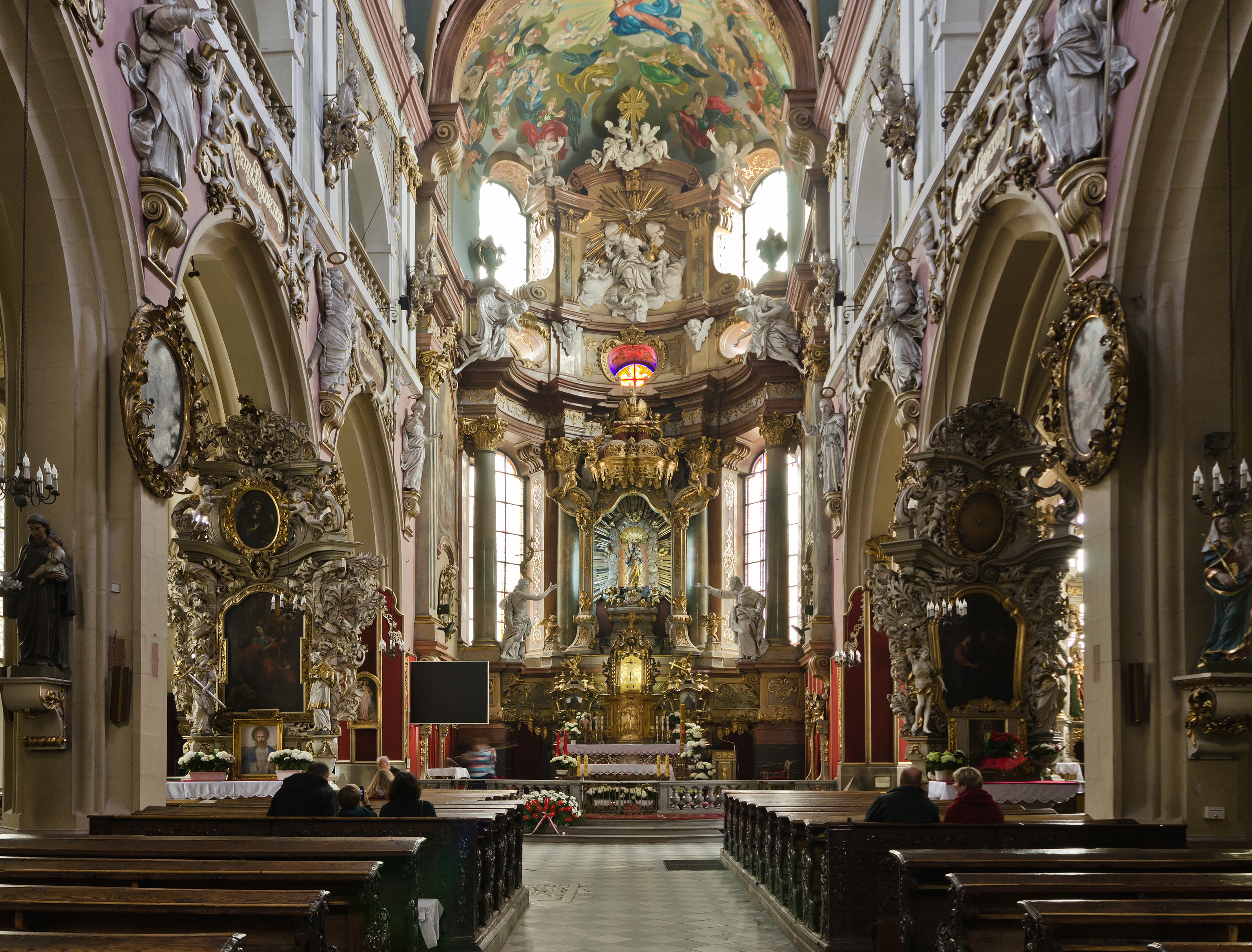
Hlavní loď

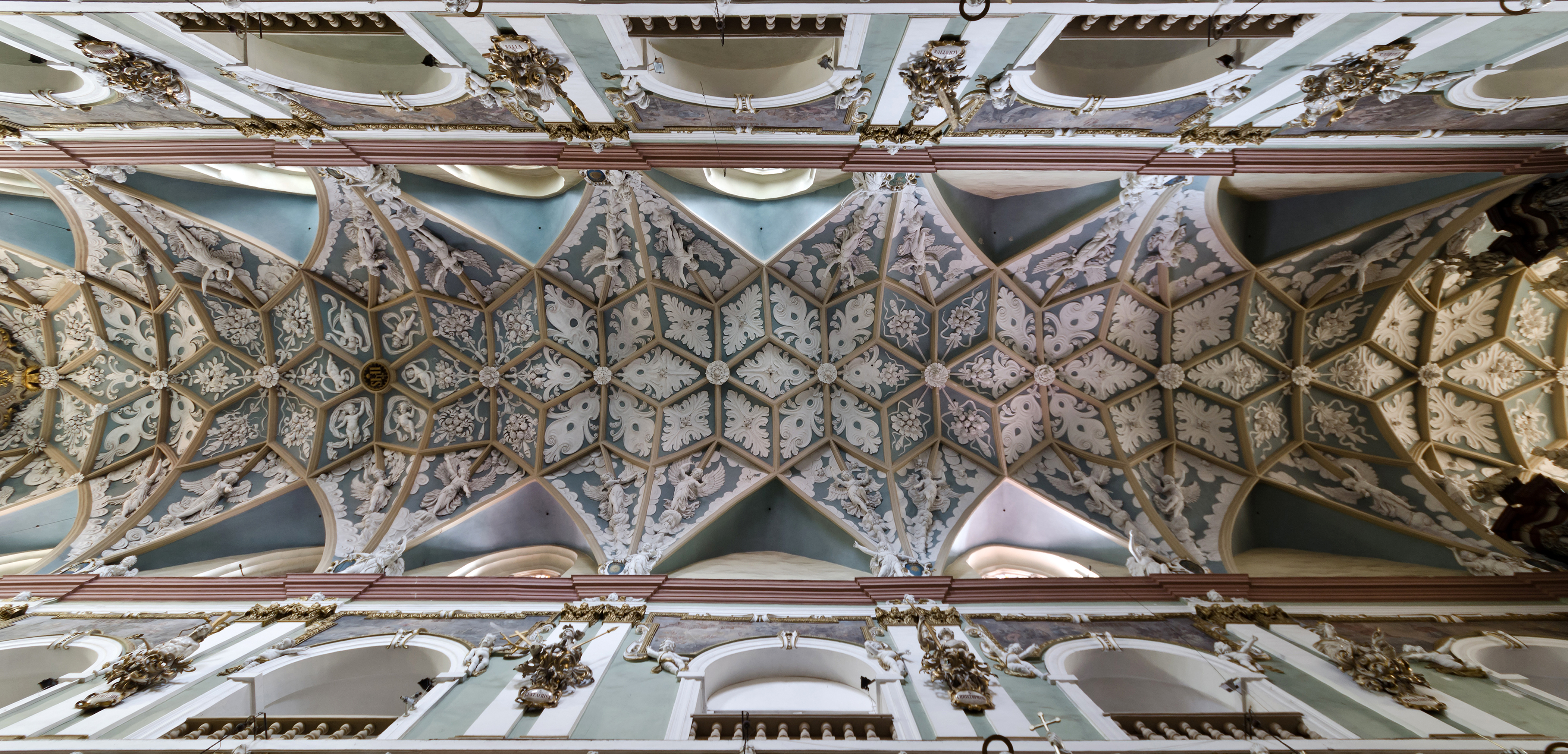
Klenba v hlavní lodi

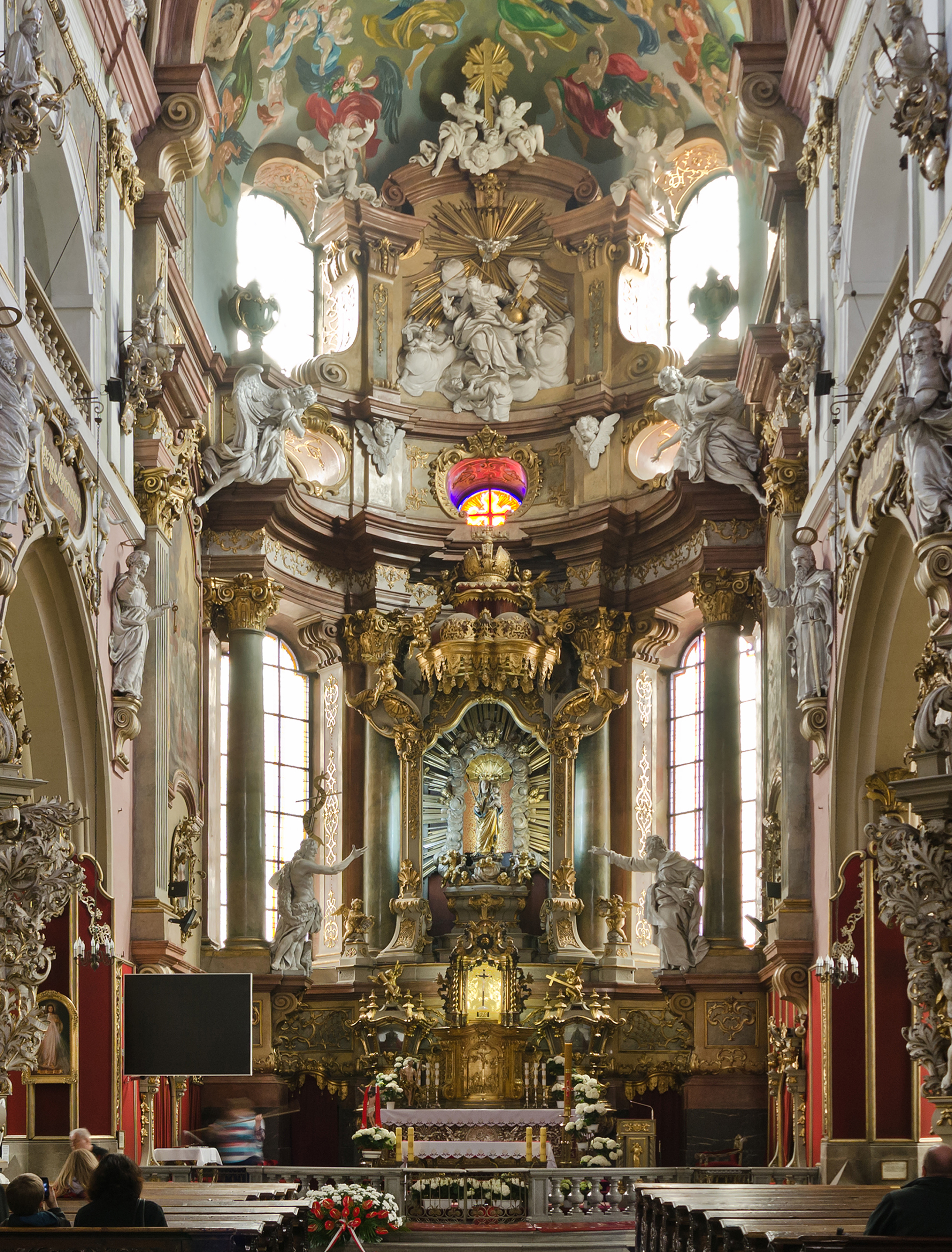
Hlavní oltář

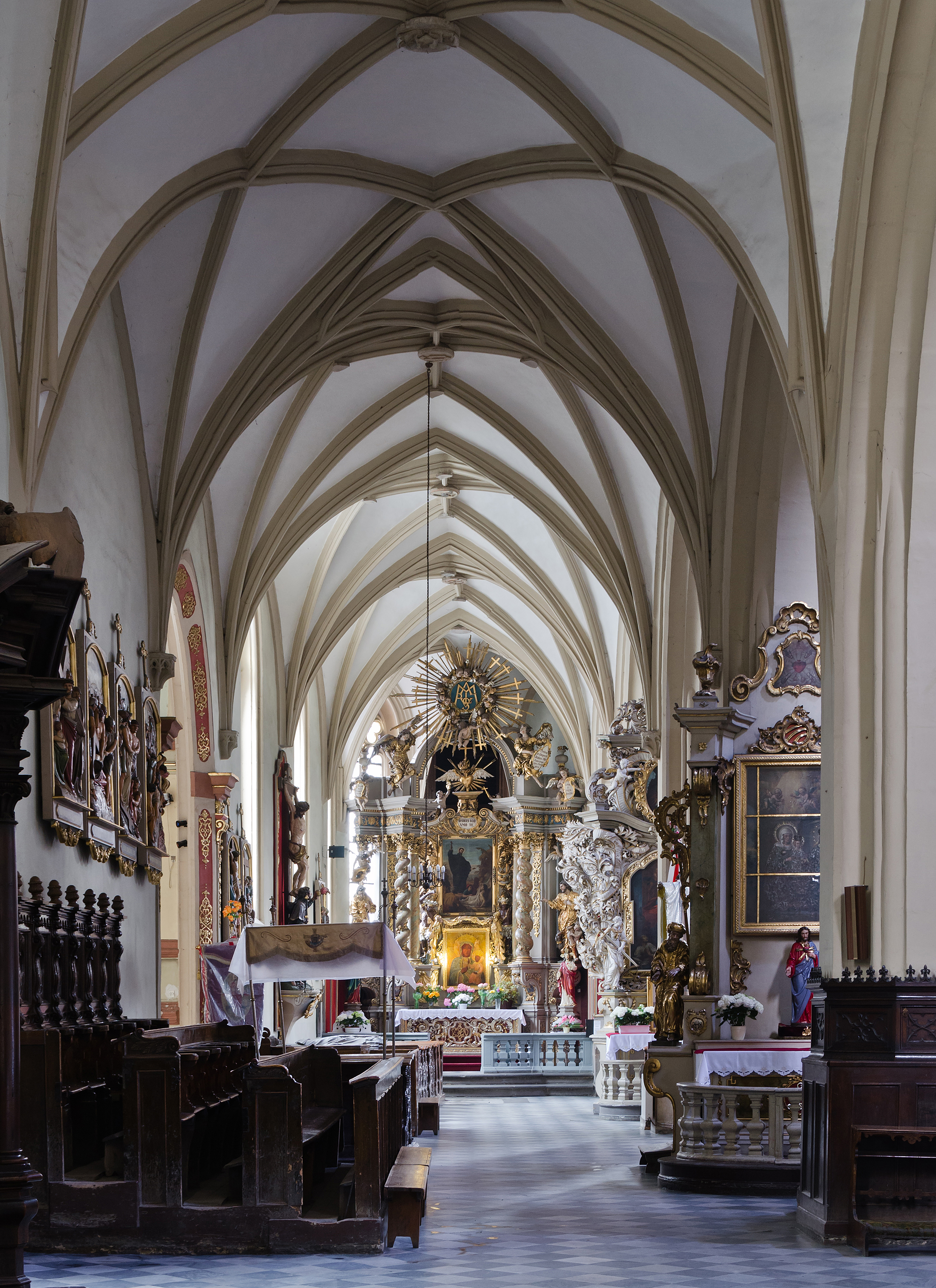
Severní boční loď

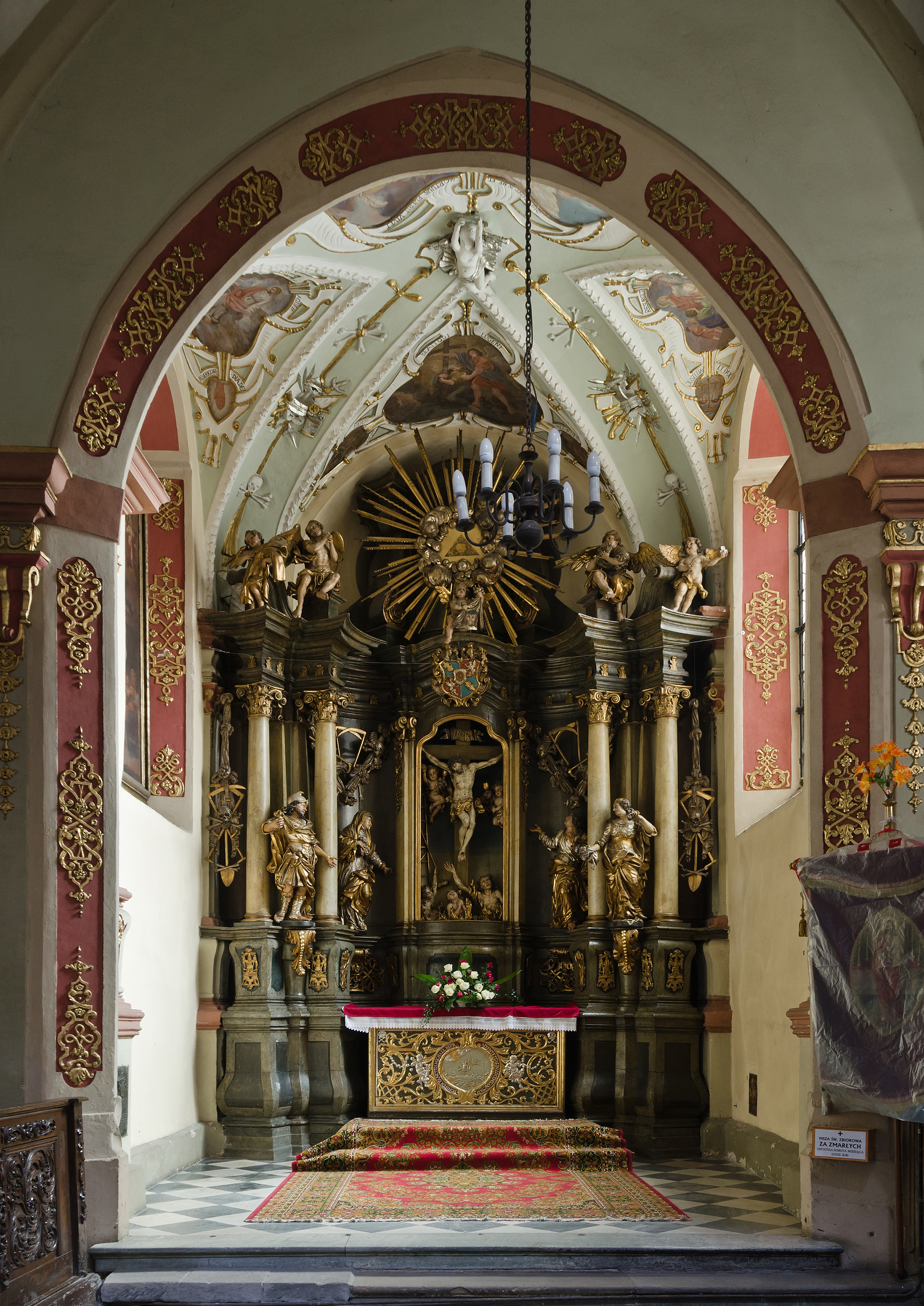
Kaple zemřelých

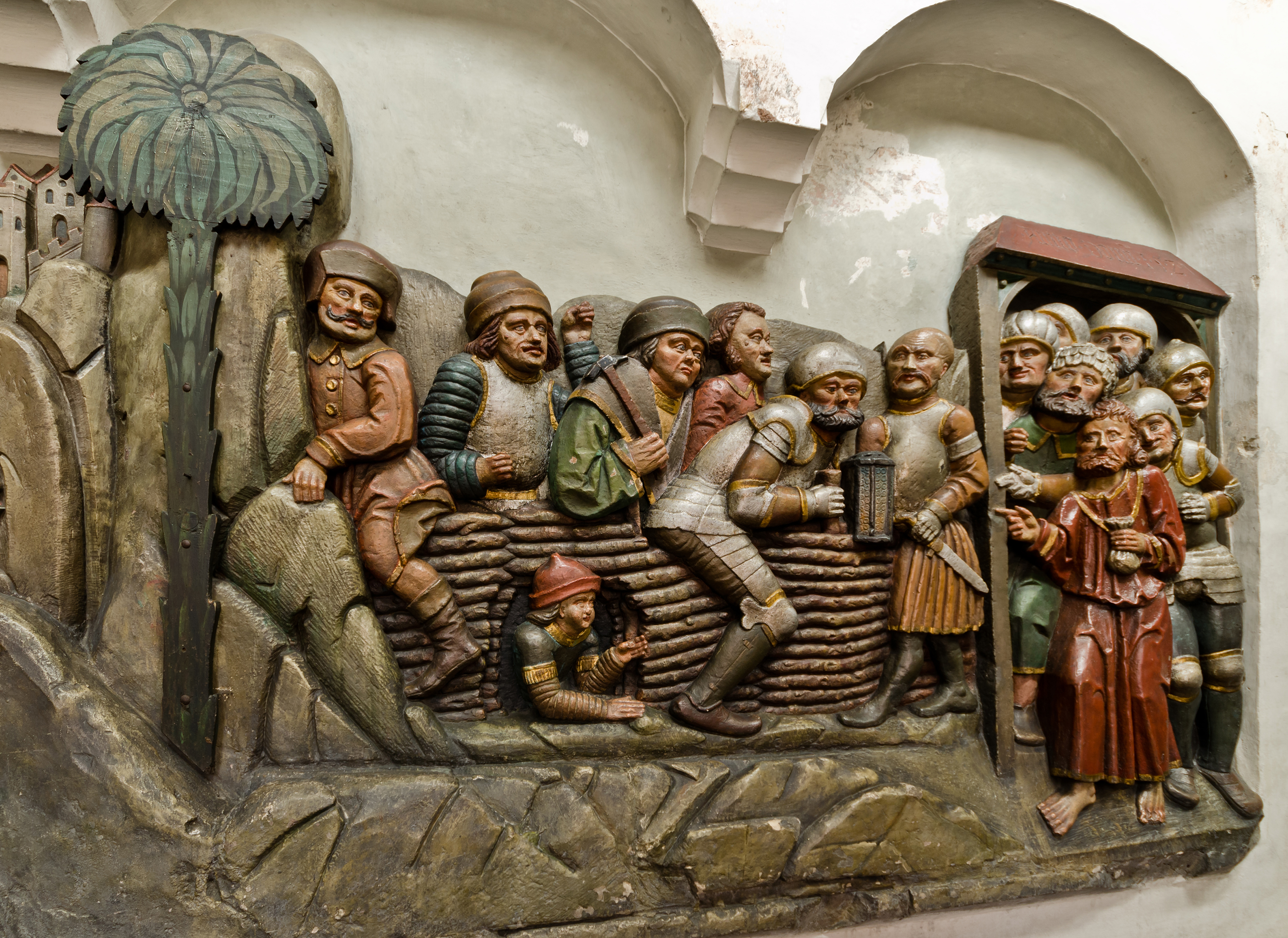
Kaple Getsemanská (Jidáš se zbrojnoši)

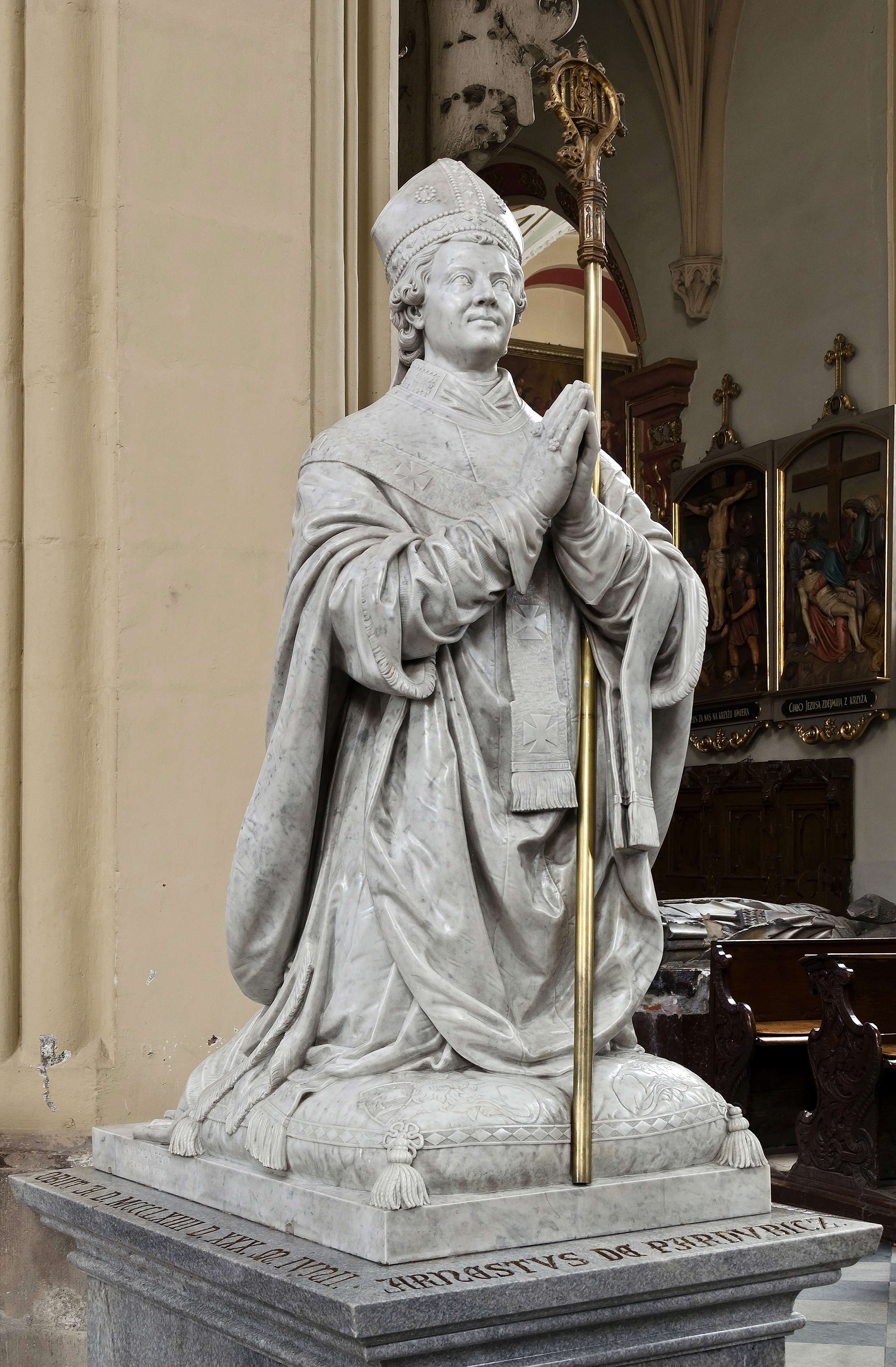
Pomník Arnošta z Pardubic

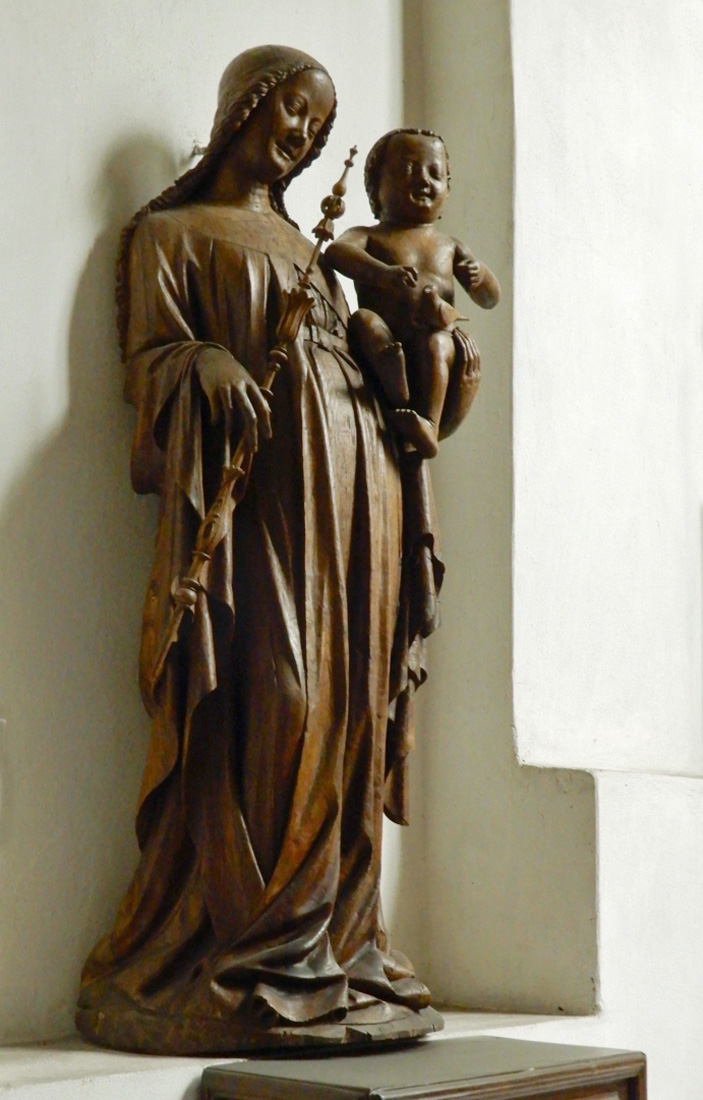
Madona s čížkem

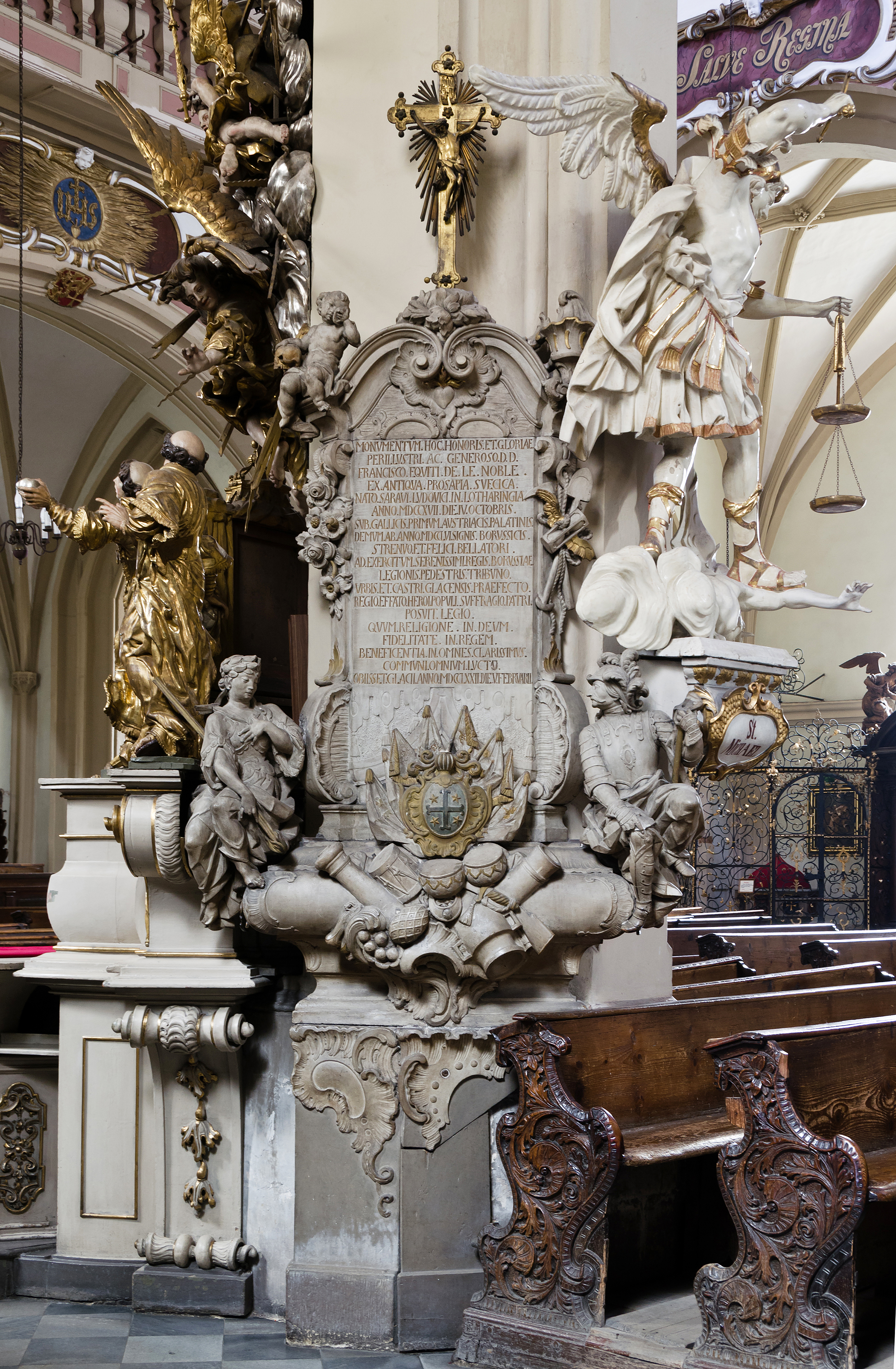
Epitaf Franciszka de la Noble

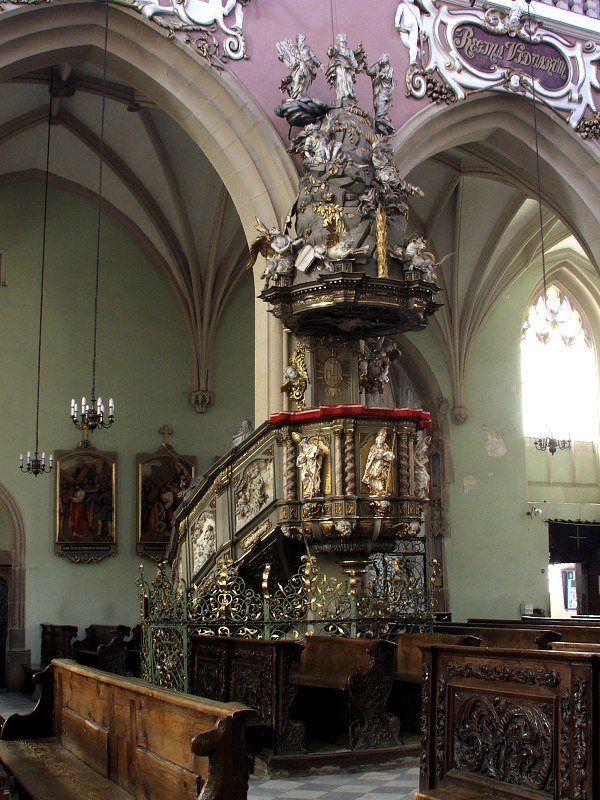
Kazatelna

Kostel se nachází v samém centru města, uprostřed Kostelního náměstí (polsky Plac Kościelny). Původně byl u kostela hřbitov, který byl zrušen po roce 1624, kdy objekt převzali jezuité. Celý areál byl původně obehnán hřbitovní zdí, jejímž pozůstatkem je severní brána z roku 1703, známá jako „Černá brána“ s postavami tří světců. Na koruně vlevo je socha svatého Františka Xaverského s křížem v ruce, uprostřed je zakladatel jezuitského řádu svatý Ignác z Loyoly, který drží v ruce jezuitský řád a vpravo je socha jezuity svatého Františka Borgia.
Osa kostela je vůči západovýchodnímu směru pootočena o 41° k jihu. Tak silná odchylka od tradiční orientace byla způsobena velmi výrazným snížením terénu v severovýchodní části náměstí. Rozměry budovy jsou značné. Celková délka, včetně opěrných sloupů, je 61,65 m, šířka (s předsíní a kaplemi) 44,50 m. Světlá délka střední lodi je 53,65 m, světlá šířka 22,40 m.

## Historie

### Počátky kostela
Předchozí sakrální stavba zde pravděpodobně stála již před rokem 1194, kdy johanité obdrželi od českého knížete a pražského biskupa Jindřicha Břetislava farní funkce pro obyvatele čtvrti spolu s kaplí Panny Marie. Začali stavět kostel, o kterém je známo pouze to, že měl v roce 1319 až devět oltářů, což z něj činilo stavbu poměrně značných rozměrů, postavenou ze dřeva.
Základní kámen ke stavbě nynějšího kostela položil johanitský řád v roce 1344 z iniciativy arcibiskupa Arnošta z Pardubic, který chrám založil jako votivní oběť za to, že se Čechy staly samostatnou církevní metropolí, nezávislou na cizích církevních strukturách. Jeho rozhodnutí mělo pravděpodobně také souvislost i s jeho viděním, které v mládí zažil v Kladsku, kde vyrůstal.  Arcibiskup ve své závěti, z roku 1364, odkázal značnou částku na další výstavbu kostelu.
Vlastní stavba začala na přelomu 14. a 15. století. Za stavební řízení odpovídala pražská stavební huť, kterou vedl Petr Parléř. První fáze stavby byla dokončena kolem roku 1430. Dle některých vědců se začalo stavět od západu, což bylo docela zajímavé rozhodnutí. Z tohoto období pochází východní část chrámu (presbytář), kaple svatého Zikmunda a stěny kaple svaté Anny (dnešní kaple Zemřelých).
Současná gotická stavba vznikala od poloviny 15. století a dokončovací práce pokračovaly s přestávkami až do poloviny 16. století. Kostel patřil od samého počátku arcibiskupství pražskému. Označoval se také jako „děkanský kostel“, protože zde sídlil děkanský úřad. I po přechodu Kladska pod Prusko (1742–1763) a později pod Polsko (1945), zůstaly kostely na Kladsku připojeny k pražskému arcibiskupství. Teprve v roce 1972 byly začleněny do arcidiecéze Vratislav a v roce 2004 do nově vzniklé diecéze svídnické.

### Rozvoj
Husitské války zastavily na několik let další stavbu kostela, která byla obnovena až po roce 1458. K roku 1468 byla hotová hlavní loď a jižní věž, zvaná Bílá věž, na jejíchž zdech (jihovýchodní nároží schodišťové věže) je znak maltézského kříže a letopočet 1465. Pravděpodobně tehdy stavební práce byly po další přestávce obnoveny. Stavba severní věže, známé jako Černá věž, začala v roce 1487. Nebyla tak vysoká jako jižní věž a její stavba byla vyvedena na úroveň předposlední přilehlé římsy a dokončena byla pravděpodobně kolem roku 1522.
Dříve, v roce 1482, byla dokončena stavba Getsemanské kaple u severního portálu a v roce 1490 byly dokončeny boční lodě. Kaple svatého Jakuba vznikla v letech 1500–1501. O půl století později byla loď zaklenuta zděnou klenbou. Do té doby zde byl dřevěný strop.
Během reformace se navzdory nepokojům a sporům pokračovalo ve výstavbě. V letech 1562–1591 byl kostel v rukou protestantů, i když johanité si ponechali jižní loď a kapli svatého Jakuba. Chrám byl poškozen během třicetileté války.

### Barokní přestavba
Přestavbu a modernizaci kostela v barokním stylu provedli jezuité, kteří kostel převzali v roce 1624. Tehdy byla položena nová podlaha, přistavěny ochozy, zvýšeny boční lodě, gotické klenby byly vyzdobeny štukem a na místě kaple svaté Anny byla postavena kaple zemřelých. Z té doby také pochází kazatelna a zpovědnice – díla sochaře Michala Klahra. V roce 1723 byl kostel obohacen o nové varhany. V letech 1727–1729 vznikl dnešní hlavní oltář.
V roce 1776, po zrušení jezuitského řádu, převzala kostel Královsko-pruská školní rada a kostel začal částečně upadat. K restituci řádu došlo v roce 1814. Do kladského kostela se vrátili jezuité, kteří zde zůstali dodnes. V pozdějších obdobích byla stavba několikrát renovována, mimo jiné v letech 1836–1841, 1929–1931 a 1932–1937.

## Architektura
Kostel je ukázkou velkolepé kamenné pozdně gotické sakrální stavby s prvky zřetelně připomínajícími pražské gotické stavby. Jedná se o mohutně podepřenou trojlodní baziliku s ochozy o sedmi polích a třemi apsidami s osmibokým závěrem. Chrám postrádá transept.
K hlavnímu tělesu ze severu přiléhá:
- chrámová předsíň;
- čtyřlodní Getsemanská kaple;
- válcové schodiště vedoucí na severní ochoz.

Východně od Getsemanské kaple se nachází kaple Zemřelých.
K jižní straně stavby přiléhá:
- chrámová předsíň;
- kaple svatého Jakuba;
- schody na jižní ochoz a na ochoz spojující chrám s bývalou komendou a sakristii s předsíní.[5]

Hlavní vchod není v ose lodi, ale je posunut doprava, jižním směrem. Jedná se o pozdně gotický portál s členěným ostěním. Mnohem zajímavější je jižní portál, z doby kolem roku 1462, s páskovou římsou tvořící tympanon. Je zde plastika znázorňující tzv. Veroničin závoj, který drží svatá Veronika a dva andělé.
Okna hlavní lodě a bočních lodí jsou v ostění bohatě profilována. První z nich má kružby typické pro gotický styl. Okna hlavní lodi byla snížena v důsledku prodloužení ochozů.

### Hlavní loď
Loď má síťovou klenbu. V presbytáři byla síťová klenba nahrazena valenou klenbou přecházející do poloklenuté. Barokní úpravy Geronima Fatchoneho a Andrey Carove gotické rysy nezkreslovaly, ale dokonce zdůrazňovaly. Klenba je vyplněna symetrickými ornamentálními motivy, pocházejícími z let 1660–1670. Interiér je goticko-barokní. Nejvyšší patro lodi je zdobeno barokními římsami a pilastry. V prostoru mezi ochozy jsou busty 14 mecenášů Kladska od F. K. Veita a nad nimi obrazy Karola Dankwarta, který tvořil v Nyse, ilustrující hymnus Salve Regina (1693). Na pilířích v bohatých oválných rámech jsou obrazy prvních světců jezuitského řádu včetně Poláků Stanisława Kostky a Melchiora Grodzieckého, které byly umístěny v lodi kolem roku 1694. Mezi arkýři stojí štukové postavy 12 apoštolů (1680).

### Severní boční loď
Prostor severní lodi je zaklenut žebrovou klenbou. Loď je zakončena oltářem svatého Františka Xaverského – patrona Kladska. Oltář byl zhotoven v roce 1739 českým umělcem Pacákem na místě původního oltáře od Michaela Klahra, ze kterého byly použity pouze postavy andělů. Ve střední části oltáře je ve velmi dekorativním rámu umístěn obraz patrona města od kladského historického malíře Hieronima Richtera z 19. století. Obraz přidržují postavy dvou Indiánů. Po obou stranách oltáře jsou postavy světců – svatého Rocha a Karla Boromejského. Celek je korunován mariánským monogramem v rámu tvořeném hlavami putti. Po obou stranách jsou postavy andělů s kartušemi a ve střední části je latinský nápis: Ach! Deus Ego Amo Te (Ó Bože, miluji tě). Na obou konzolách nesoucích spirálové sloupy jsou zajímavé obrazy od neznámého barokního malíře, zachycující výjevy ze života svatého Františka Xaverského. Pod podlahou, na úrovni prvního pilíře směrem od presbytáře, je krypta pro zemřelá knížata ze Ziębic. V roce 1558 sem byly přeneseny jejich ostatky z bernardýnského kostela.

### Jižní boční loď
Zde se nachází:
- kaple svatého Jakuba;
- zpovědnice;
- epitaf Franciszka de la Noble.

## Oltáře

### Hlavní oltář
Presbytář je jednou z nejstarších částí kostela, má pozdně barokní interiér z let 1727–1729. Ze stejné doby pochází i hlavní oltář podle návrhu tyrolského architekta a malíře Kryštofa Tausche, s řezbami od sochaře Johanna Albrechta Siegwitze z Bamberka, který jej důmyslně zakomponoval do gotického kněžiště. V oltáři pod baldachýnem je gotická postava „Kladské madony“, z poloviny 15. století, zhotovena z cedrového dřeva a bohatě zdobena symboly evangelistů a plastikami andělů. Nad baldachýnem je atika se sochou Boha Otce v oblacích, nad ním holubice, symbolizující Ducha svatého a nad nimi kříž držený anděly. Oltář lemují dva metry vysoké mramorové sochy svatého Josefa a svatého Jana Křtitele.

### Boční oltáře
U sloupů oddělujícím boční lodě je 5 oltářů:
- oltář svaté Barbory;
- oltář Navštívení;
- oltář svaté Anny Samotřetí;
- oltář svatého Alojze Gonzagy;
- oltář Nanebevzetí Panny Marie.

## Kaple

### Kaple zemřelých
Kaple byla postavena v roce 1683 na místě zrušené kaple svaté Anny z iniciativy hraběte Montaniho z Oldřichovic, jehož rodinná krypta je před ní. Je zbudována v pozdním německém baroku. V polovině 18. století byla modernizována.

### Kaple Getsemanská
Kaple byla postavena v roce 1520. Obsahuje mimořádně zajímavou renesanční řezbu v životní velikosti scény na Olivetské hoře – učedníky Ježíše Krista a Jidáše Iškariotského s vězniteli před zatčením Ježíše. Původně se zde nacházel hlavní vchod do kostela z města.

## Jiné

### Křtitelnice
V západní části severní boční lodi se nachází pozdně gotická křtitelnice z pískovce, krytá mříží. Je to dosti hrubě opracovaný osmiboký kvádr z pískovce, mírně zapuštěný do dnešní podlahy, vyrobený v roce 1517. Jejím donátorem byl hrabě Ulrich von Hardeck z Kladska. Na křtitelnici jsou kromě jeho erbu tyto symboly:
- maltézský kříž;
- lucemburský lev.[25]

### Původní náhrobek Arnošta z Pardubic
U druhého arkýře severní boční lodi, počítáno od hlavního oltáře, se nachází původní náhrobek zakladatele farního kostela. Byl vyroben na konci 14. století. Tvoří ho tumba z červeného mramoru a na ní se nachází, z bílého vápence, ležící sousoší arcibiskupa.

### Náhrobek arcibiskupa Arnošta z Pardubic
U prvního severního pilíře, směrem od presbytáře, je umístěna socha z bílého mramoru, znázorňující klečícího arcibiskupa Arnošta z Pardubic, zhotovená v roce 1864 německým sochařem Johannem Jandou, k 500. výročí úmrtí zakladatele chrámu. Nahradila původní náhrobek, který byl přemístěn do boční lodě. Na své současné místo byl umístěn v roce 1964. Na místě, kde byl původně umístěn náhrobek, byl umístěn epitaf v polštině.

### Varhany
V roce 1512 dostal kostel své první varhany. V roce 1726 Anton Streit postavil varhany za dvoudílnou varhanní skříní, kterou vytvořil Michael Klahr starší. Ke konci 19. století byl nástroj značně opotřebovaný, takže opravy provedené v roce 1893 firmou Schlag & Söhne ze Schweidnitz znamenaly novostavbu. Varhanní skříň od Klahra ale byla zachována.
V roce 1979 provedla varhanářská firma bratří Broszků z Tomisława renovaci a rekonstrukci nástroje, při které došlo ke změně pneumatického ovládání na elektrické a k instalaci druhého, samostatně stojícího hracího stolu.
Varhany mají 3 manuály a pedál – celkem 39 rejstříků (manuál I. 12, manuál II. 11, manuál III. 6 a pedál 10).

### Zvony
Kostel má soubor pěti pozdně středověkých zvonů. Největší z roku 1499, vážící 4400 kg, visí v Černé věži, další čtyři v Bílé věži, přičemž nejstarší pochází z roku 1459. Všechny jsou zdobeny nápisy, postavami a erby.

## Kolegiátní kapitula
Proboštem kolegiátní kapituly je P. kanovník Julian Rafałko a děkanem kapituly P. kanovník Stanisław Kasztelan.